# サイモン・ペッグ
サイモン・ジョン・ペッグ（Simon John Pegg, 1970年2月14日 - ）は、イギリスのコメディアン、俳優、脚本家。サイモン・ペグとも表記される。

## 来歴
イギリスのグロスターシャー州ブロックワース村で、セールスマンと公務員の両親のもとに生まれる。7歳の時に両親が離婚し、母親の再婚相手の姓に変わる。16歳でストラトフォード＝アポン＝エイヴォンに転居し、地元のカレッジで文学と演劇を学んだのち、ブリストル大学で演劇・映像を専攻。1991年に卒業した後は、コメディ劇団の一員となる。
1993年、ロンドンでスタンダップ・コメディアンとしてキャリアをスタートさせ、TVやラジオでも活躍する。テレビシリーズ『スペースド』で、『スター・ウォーズ』おたくの主人公を演じて注目される。この番組では脚本も書いている。
2001年のテレビシリーズ『バンド・オブ・ブラザース』に出演した。
2004年、『スペースド』の監督エドガー・ライトと、共演したニック・フロストと3人のコンビで製作したホラー・コメディ『ショーン・オブ・ザ・デッド』がヒットし、この映画が縁でジョージ・A・ロメロの『ランド・オブ・ザ・デッド』にゾンビの役でカメオ出演している。
2005年に自身がファンであった『ドクター・フー』に出演した。11代目ドクターのオファーもあったが断っている。
2009年には映画版『スター・トレック』にモンゴメリー・スコット役で出演した。
2011年にはスパイ映画『ミッション:インポッシブル/ゴースト・プロトコル』に出演。同作で演じたベンジー・ダンはハマり役となり、シリーズのレギュラーに定着した。
コメディアンのスティーヴ・クーガンと親しく、スティーヴの主演した『The Parole Officer』と『24アワー・パーティ・ピープル』にゲスト出演している。同じくコメディアンのニック・フロストとはコンビで共演することが多い。
2017年、親友のニック・フロストとともに映像制作会社"Stolen Picture"を設立した。

## 私生活
2005年7月23日、イギリスのグラスゴーで結婚。2009年7月に第一子となる女の子が生まれた。ニック・フロストとは親友。

## 主な出演作品

### 映画
| 公開年 | 邦題 原題                                                                                          | 役名                                 | 備考                                  | 吹き替え                                        |
| ------ | -------------------------------------------------------------------------------------------------- | ------------------------------------ | ------------------------------------- | ----------------------------------------------- |
| 1999   | チューブ・テイルズ Tube Tales                                                                      |                                      |                                       |                                                 |
| 1999   | ゲストハウス狂騒曲 Guest House Paradiso                                                            | ミスター・ナイス                     |                                       |                                                 |
| 2002   | 24アワー・パーティ・ピープル 24 Hour Party People                                                  | ジャーナリスト                       |                                       |                                                 |
| 2004   | ショーン・オブ・ザ・デッド Shaun of the Dead                                                       | ショーン                             | 兼脚本                                | 横島亘                                          |
| 2005   | ランド・オブ・ザ・デッド Land of the Dead                                                          | 写真ブースのゾンビ                   | カメオ出演                            |                                                 |
| 2006   | M:i:III Mission: Impossible III                                                                    | ベンジー・ダン                       |                                       | 根本泰彦（劇場公開版） 後藤哲夫（フジテレビ版） |
| 2006   | ビッグ・トラブル Big Nothing                                                                       | ガス                                 |                                       | 後藤哲夫                                        |
| 2007   | 恋愛上手になるために The Good Night                                                                | ポール                               |                                       | （吹き替え版なし）                              |
| 2007   | ホット・ファズ -俺たちスーパーポリスメン!- Hot Fuzz                                                | ニコラス・エンジェル                 | 兼脚本                                | 横島亘                                          |
| 2007   | グラインドハウス Grindhouse                                                                        | Cannibal                             | オムニバス映画 「Don't/ドント」に出演 |                                                 |
| 2007   | ラン・ファットボーイ・ラン 走れメタボ Run Fatboy Run                                               | デニス                               | 兼脚本                                | （吹き替え版なし）                              |
| 2007   | ダイアリー・オブ・ザ・デッド Diary of the Dead                                                     | ニュースキャスターの声               | 声の出演（クレジットなし）            | 不明                                            |
| 2008   | セレブ・ウォーズ 〜ニューヨークの恋に勝つルール〜 How To Lose Friends & Alienate People            | シドニー・ヤング                     |                                       | 小森創介                                        |
| 2009   | スター・トレック Star Trek                                                                         | モンゴメリー・“スコッティ”・スコット |                                       | 根本泰彦                                        |
| 2009   | アイス・エイジ3/ティラノのおとしもの Ice Age: Dawn of the Dinosaurs                                | バック                               | 声の出演                              | 岩崎ひろし                                      |
| 2010   | バーク アンド ヘア Burke and Hare                                                                  | ウィリアム・バーク                   |                                       | 菊池康弘                                        |
| 2010   | ナルニア国物語/第3章:アスラン王と魔法の島 The Chronicles of Narnia: The Voyage of the Dawn Treader | リーピチープ                         | 声の出演                              | 落合弘治                                        |
| 2011   | 宇宙人ポール Paul                                                                                  | グレアム・ウィリー                   | 兼脚本                                | 横島亘                                          |
| 2011   | タンタンの冒険/ユニコーン号の秘密 The Adventures of Tintin: Secret of the Unicorn                  | トンプソン                           | 声の出演                              | 大川透                                          |
| 2011   | ミッション:インポッシブル/ゴースト・プロトコル Mission: Impossible - Ghost Protocol                | ベンジー・ダン                       |                                       | 根本泰彦                                        |
| 2012   | 変態小説家 A Fantastic Fear of Everything                                                          | ジャック                             | 兼製作総指揮                          | （吹き替え版なし）                              |
| 2012   | アイス・エイジ4/パイレーツ大冒険 Ice Age: Continental Drift                                        | バック                               | 声の出演                              | 岩崎ひろし                                      |
| 2013   | スター・トレック イントゥ・ダークネス Star Trek Into Darkness                                      | モンゴメリー・“スコッティ”・スコット |                                       | 根本泰彦                                        |
| 2013   | ワールズ・エンド 酔っぱらいが世界を救う! The World's End                                           | ゲイリー・キング                     | 兼脚本                                | 横島亘                                          |
| 2014   | カムバック! Cuban Fury                                                                             | 駐車場の運転手                       | カメオ出演                            | 不明                                            |
| 2014   | しあわせはどこにある Hector and the Search for Happiness                                           | ヘクター                             |                                       | 横島亘                                          |
| 2014   | 殺し屋チャーリーと6人の悪党 Kill Me Three Times                                                    | チャーリー・ウルフ                   |                                       | 横島亘                                          |
| 2014   | ボックストロール The Boxtrolls                                                                     | ハーバート                           | 声の出演                              | 横島亘                                          |
| 2015   | マン・アップ! 60億分の1のサイテーな恋のはじまり Man Up                                             | ジャック                             |                                       | 横島亘                                          |
| 2015   | ミッション:インポッシブル/ローグ・ネイション Mission: Impossible - Rogue Nation                    | ベンジー・ダン                       |                                       | 根本泰彦                                        |
| 2015   | ミラクル・ニール! Absolutely Anything                                                              | ニール                               |                                       | 横島亘                                          |
| 2015   | スター・ウォーズ/フォースの覚醒 Star Wars: The Force Awakens                                       | アンカー・プラット                   |                                       | 辻親八                                          |
| 2016   | アイス・エイジ5/止めろ! 惑星大衝突 Ice Age: Collision Course                                       | バック                               | 声の出演                              | 岩崎ひろし                                      |
| 2016   | スター・トレック BEYOND Star Trek Beyond                                                           | モンゴメリー・“スコッティ”・スコット | 兼共同脚本                            | 根本泰彦                                        |
| 2018   | クローバーフィールド・パラドックス The Cloverfield Paradox                                         | ラジオの声                           | 声の出演                              | 不明                                            |
| 2018   | レディ・プレイヤー1 Ready Player One                                                               | オグデン・モロー                     |                                       | 山寺宏一                                        |
| 2018   | アニー・イン・ザ・ターミナル Terminal                                                              | ビル                                 |                                       | 根本泰彦                                        |
| 2018   | ミッション:インポッシブル/フォールアウト Mission: Impossible - Fallout                             | ベンジー・ダン                       |                                       | 根本泰彦                                        |
| 2018   | スローターハウス・ルールズ Slaughterhouse Rulez                                                    | メレディス・ハウスマン               | 兼製作総指揮 日本劇場未公開           | 根本泰彦                                        |
| 2019   | Lost Transmissions                                                                                 | Theo Ross                            |                                       | N/A                                             |
| 2020   | インヘリタンス Inheritance                                                                         | モーガン・ワーナー                   |                                       | 谷昌樹                                          |
| 2021   | スパークス・ブラザーズ The Sparks Brothers                                                         | ジョン・レノン                       | ドキュメンタリー 声の出演             | 不明                                            |
| 2021   | アメリカ THE MOVIE America: The Motion Picture                                                     | ジェームズ1世                        | Netflixオリジナル映画 声の出演        | （吹き替え版なし）                              |
| 2022   | アイス・エイジ バックの大冒険 The Ice Age Adventures of Buck Wild                                  | バック                               | 声の出演                              | 岩崎ひろし                                      |
| 2022   | ラック〜幸運をさがす旅〜 Luck                                                                      | ボブ                                 | Apple TV+オリジナル映画 声の出演      | 多田野曜平                                      |
| 2023   | ミッション:インポッシブル/デッドレコニング PART ONE Mission: Impossible - Dead Reckoning Part One  | ベンジー・ダン                       |                                       | 根本泰彦                                        |
| 2023   | Nandor Fodor and the Talking Mongoose                                                              | Nandor Fodor                         |                                       | N/A                                             |
| 2025   | ミッション:インポッシブル/ファイナル・レコニング Mission: Impossible – The Final Reckoning         | ベンジー・ダン                       |                                       | 根本泰彦                                        |

### テレビシリーズ
| 放映年    | 邦題 原題                                                                        | 役名                      | 備考                                                                          | 吹き替え       |
| --------- | -------------------------------------------------------------------------------- | ------------------------- | ----------------------------------------------------------------------------- | -------------- |
| 1996      | Asylum                                                                           | サイモン                  | 計6話出演                                                                     | N/A            |
| 1996-1998 | Faith in the Future                                                              | Jools                     | 計15話出演                                                                    | N/A            |
| 1997      | We Know Where You Live                                                           |                           | 計12話出演                                                                    | N/A            |
| 1999-2001 | スペースド Spaced                                                                | ティム                    | 計14話出演 兼脚本                                                             |                |
| 2001      | バンド・オブ・ブラザース Band of Brothers                                        | ウィリアム・S・エヴァンス | ミニシリーズ 計2話出演                                                        |                |
| 2005      | ドクター・フー Doctor Who                                                        | エディター                | シーズン1第7話「宇宙ステーションの悪魔」                                      | 佐々木勝彦     |
| 2012-2014 | フィニアスとファーブ Phineas and Ferb                                            | 様々な役                  | 計4話声の出演                                                                 |                |
| 2016      | The Grand Tour                                                                   | 本人                      | Amazon Prime Videoオリジナル シーズン1第3話「セレブリティブレインクラッシュ」 | 不明           |
| 2019      | ザ・ボーイズ The Boys                                                            | ヒュー・キャンベル        | 計4話出演                                                                     | ボルケーノ太田 |
| 2019      | ダーククリスタル: エイジ・オブ・レジスタンス The Dark Crystal: Age of Resistance | 侍従長                    | Netflix人形劇シリーズ 声の出演                                                | 深増祐一       |
| 2020-     | トゥルース・シーカーズ 〜俺たち、パラノーマル解決隊〜 Truth Seekers              | デイブ                    |                                                                               | 根本泰彦       |
| 2020-     | ステージド Staged                                                                | 本人                      | シーズン2第3話「ダーティ・モヒンズ」                                          | 横島亘         |
| 2022      | ザ・ボーイズ:ダイアボリカル The Boys Presents: Diabolical                        | ヒューイ・キャンベル      | 声の出演 第3話「なじみの売人」                                                |                |
| 2022      | GCHQ:英国サイバー諜報局 The Undeclared War                                       | ダニー・パトリック        | 計6話出演                                                                     | 根本泰彦       |
| 2023      | エージェント・エルヴィス Agent Elvis                                             | ポール・マッカートニー    | 計1話声の出演                                                                 |                |

## 日本語吹き替え
主に担当しているのは以下の二人である。
根本泰彦
『M:i:III』(劇場公開版)のベンジー・ダン役にて初担当。以降、同シリーズをはじめとして最も多く吹き替えを担当している。
横島亘
『ショーン・オブ・ザ・デッド』のショーン役にて初担当。以降、コメディ系の作品を中心に根本と分け合う形で吹き替えを担当している。
このほかにも、後藤哲夫、ボルケーノ太田、小森創介、菊池康弘、辻親八、山寺宏一、谷昌樹なども声を当てている。